# Appelbanaan

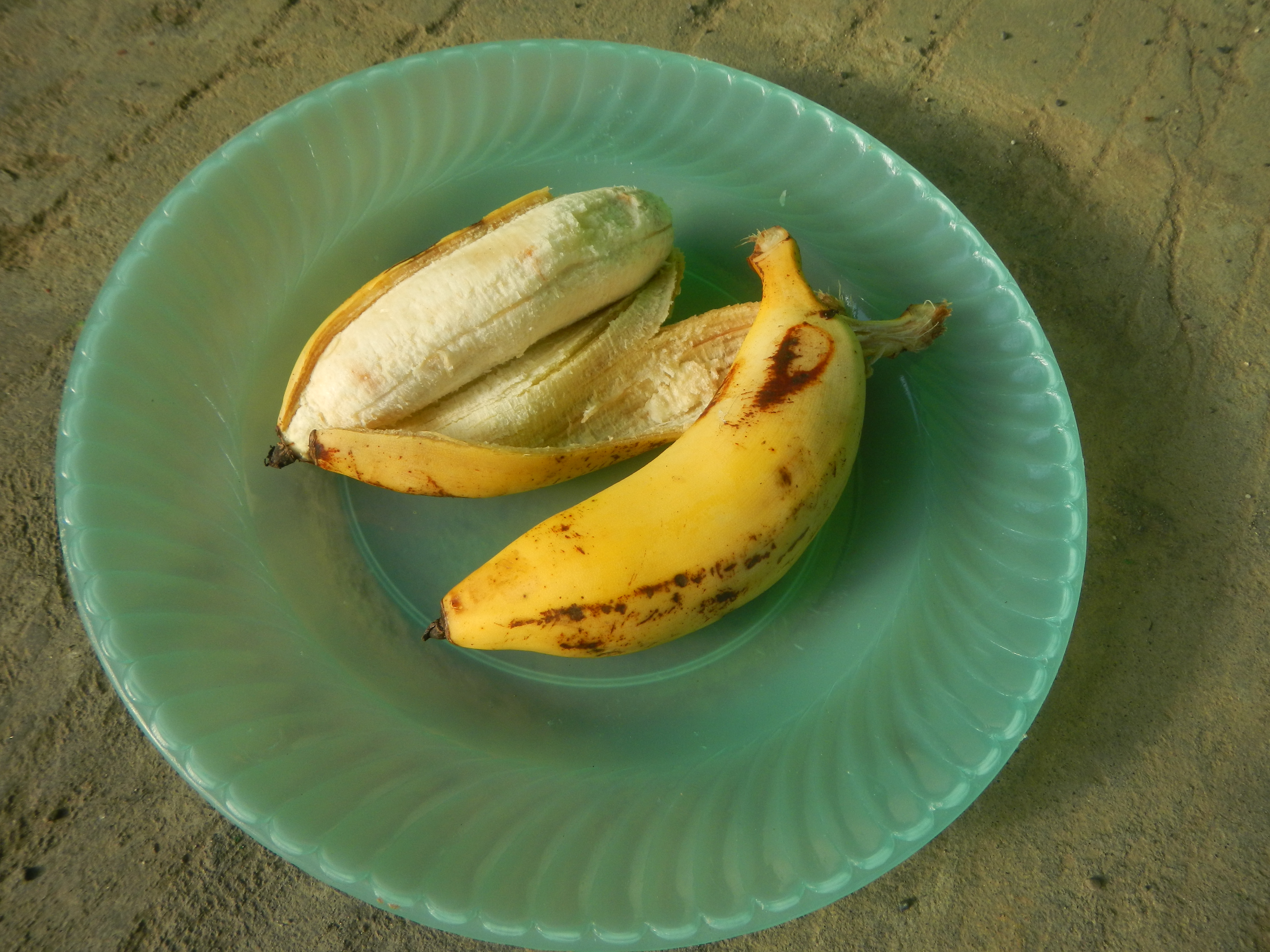
Appelbanaan

De naam appelbanaan is een synoniem van het bananenras Silk (genoom AAB) dat kleinere vruchten geeft dan de groepsrassen Cavendish en Gros Michel (de gewone verse banaan). Sommigen delen deze rassen in als aparte soorten, waarbij de Latijnse benaming voor de appelbanaan dan Musa manzano is. Manzana is Spaans voor appel. De appelbanaan behoort tot de sectie Eumusa.
De verschillende bananenrassen worden bij Musa genoemd.
De appelbanaanplant kan 3 tot 3,5 m hoog worden en wordt vegetatief vermeerderd, omdat de vrouwelijke bloemen steriel zijn. Aan de tros zitten 6 tot 12 kammen (handen) en per kam 16 tot 18 bananen.
De vruchten meten ongeveer 9 cm en hebben een dunne schil die moeilijk loslaat. De appelbanaan rijpt snel na en kleurt dan van groengeel naar geel. Ze hebben alleen een goede smaak als ze goed rijp zijn. Het is een friszoete banaan die een beetje naar appel smaakt, maar heeft verder niets met die laatste vrucht te maken. 
Dit ras wordt onder meer verbouwd in Kenia, Israël, Brazilië en de Filipijnen.